# Maria Camões
Maria Camões (Cascais, 7 de outubro de 1986) é uma atriz formada na Escola Profissional de Teatro de Cascais.

## Biografia
Tem o curso de Interpretação da Escola Profissional de Teatro de Cascais (2001/2004), tendo vencido o prémio Zita Duarte em 2004. Teve formação de Interpretação com Aloysio Filho, João Mota e John Frey (técnica Meisner). Iniciou-se profissionalmente em 2004 com a peça O Percevejo de Maiakovsky, com encenação de Carlos Avilez. Nos dois anos seguintes colaborou diretamente com a companhia do Teatro Experimental de Cascais nas peças Auto do Solstício de Inverno de Natália Correia, Auto da Índia de Gil Vicente, Sonho de Uma Noite de Verão de William Shakespeare e Inês de Portugal de Alejandro Casona. Em 2006 integrou o elenco de Beijos e Abraços, com encenação de Luís Assis, no Teatro da Comuna, tendo ingressado na Licenciatura de Teatro - Ramo Formação de Atores da Escola Superior de Teatro e Cinema no mesmo ano. Em 2009 encenou Profundo Mar azul de John Patrick Shanley no Teatro da Garagem. Em 2010 torna-se professora na Escola Profissional de Teatro de Cascais.

## Teatro
- 2003 - O Percevejo
- 2005 - Auto do solstício do Inverno - 2.ª Camponesa
- 2005 - Sonho de Uma Noite de Verão (TEC)
- 2006 - Inês de Portugal - coroa de amor e morte
- 2006 - Cinza às cinzas
- 2006 - Beijos e abraços
- 2011 - Roberto Zucco - a Irmã
- 2011 - Dois Reis e um Sono[2]
- 2012 - Sonho de Uma Noite de Verão (Palco13)[3]
- 2012 - Do Amor Não Se Foge (Love's Labour's Lost)[4]
- 2013 - O Soldado Fanfarrão[5]

## Encenação
- 2009 - Profundo mar azul
- 2009 - Fedra
- 2009 - Facas nas galinhas

## Dobragens
- 2005 - Herbie: Prego a Fundo - Caresma
- 2006 - Hannah Montana - Miley Stewart/Hannah Montana
- 2006 - Viver com Derek - Casey
- 2006 - Winx Club 3 - Bloom[1]
- 2009 - Hannah Montana: O Filme - Miley Stewart/Hannah Montana[1]
- 2009 - O Mundo de Patty - Carmen
- 2009 - Um Conto de Natal
- 2010 - Alice no País das Maravilhas - Vozes Adicionais[1]
- 2010 - Code Lyoko - Jeremy Belpois
- 2010 - Gormiti - Jessica Herleins(forma gormiti)
- 2011 - A Casa de Anubis - Amber
- 2011 - Fanboy e Chum Chum - Chum Chum
- 2011 - Shake It Up - Henry Dillon
- 2011 - A.N.T. Farm: Escola de Talentos - Angus Chestnut
- 2011 - Inuyasha - Kagome Higurashi
- 2012 - Força Ralph - Taffyta
- 2012 - Jewelpet (Temporada 2) - Alma, Ruby
- 2013 - Fairy Tail - Lucy Heartfilia
- 2013 - Monstros A Universidade - Vozes Adicionais
- 2013 - Aviões - Vozes Adicionais
- 2013-2016 - Violetta - Jade, Nata, Angélica
- 2013 - Frozen: O Reino do Gelo - Elsa
- 2014 - Liv e Maddie - Willow
- 2014 - Marretas Procuram-se - Vozes Adicionais[1]
- 2014 - Não Fui Eu! - Delía
- 2015 - Alisa - A Heroína do Futuro - Masha e Natasha Belaya
- 2015 - Divertida-Mente (Inside Out) - Vozes Adicionais
- 2015 - Mínimos - Tina Nelson[1]
- 2015 - 2018 - K.C. Undercover - Judy
- 2015 - A Viagem de Arlo - Lurleane[1]
- 2015 - Teen Titans Go! (série animada) T02 - Terra
- 2016 - Zootrópolis - Judy Hopps[1]
- 2016 - Miraculous: As Aventuras de Ladybug - Chloé Bourgeois
- 2016 - Mínimos e o Cortador de Relva - Barb
- 2016 - Salsicha Party - Brenda
- 2016 - Soy Luna - Mora
- 2016 - Vaiana - Vozes adicionais[1]
- 2017 - Coco - Vozes adicionais[6]
- 2019 - Toy Story 4 - Sra. Davis[1]
- 2019 - Frozen II: O Reino do Gelo - Elsa[7]
- 2020 - Anfíbilândia - Maddie